# Roger Kahn
Pour les articles homonymes, voir Kahn.
Roger Kahn, né le 31 octobre 1927 à Brooklyn (New York, État de New York) et mort le 6 février 2020 à Mamaroneck (État de New York), est un journaliste et essayiste américain dont les écrits concernent essentiellement le baseball. 
Il traita également de questions de société dans The Passionate People: What it Means to be a Jew in America (1968) ou The Battle for Morningside Heights; Why Students Rebel (1970), notamment.

## Biographie
Ce journaliste sportif travaille au New York Herald Tribune de 1948 à 1956 où il devient l'une des fines plumes sportives des États-Unis. Il passe ensuite chez Newsweek à partir de 1963 puis au Saturday Evening Post (1963-1969). Il rédige des articles pour d'autres titres à cette période, notamment une chronique mensuelle dans Esquire. Kahn remporte cinq fois le E.P. Dutton prize récompensant le meilleur article sportif de l'année aux États-Unis.
Son œuvre majeure est The Boys of Summer (1972) qui connait nombre de rééditions, la dernière en date en 2006, pour plus de trois millions d'exemplaires vendus. Cet essai sur les Brooklyn Dodgers, son club de cœur, est désigné par Sports Illustrated en 2002 deuxième meilleur livre sportif de tous les temps.

## Livres (sélection)
Baseball
- Inside big league baseball (1962)
- The Boys of Summer (1972)
- A Season in the Sun (1977)
- But Not to Keep: A Novel (1979)
- The Seventh Game: A Novel (1982)
- Good Enough to Dream (1985)
- Joe & Marilyn: A Memory of Love (1986)
- Memories of Summer: When Baseball Was an Art, and Writing about It a Game (1993)
- The Era: 1947-1957, When the Yankees, the Giants, and the Dodgers Ruled the World (1993)
- Into My Own (2006)

Autres
- The Passionate People: What it Means to be a Jew in America (1968)
- The Battle for Morningside Heights; Why Students Rebel (1970)